# چارلی رابرتز
چارلی رابرتز (به انگلیسی: Charlie Roberts) بازیکن فوتبال زادهٔ ۶ آوریل ۱۸۸۳ اهل کشور انگلستان که سابقهٔ بازی در تیم ملی فوتبال انگلستان را در کارنامهٔ خود دارد. وی در تاریخ ۲۵ فوریه ۱۹۰۵ نخستین بازی ملی خود را در مقابل تیم ملی فوتبال ایرلند انجام داد و با حضور در ۳ بازی ملی، در تاریخ ۱ آوریل ۱۹۰۵ واپسین بازی ملی‌اش را در برابر تیم ملی فوتبال اسکاتلند برگزار کرد.